# Убивство Девіда Ґанна
Доктор Девід Ґанн був убитий 10 березня 1993 року Майклом Фредеріком Ґріффіном у Пенсаколі, штат Флорида, під час акту антиабортного насильства у США. Убивство було першим задокументованим убивством акушера-гінеколога, де заявлений намір вбивці полягав у тому, щоб завадити лікарю робити аборти.
Ґріффін (на той час 31 рік) дочекався Ґанна біля його клініки жіночого медичного обслуговування Пенасколи й тричі вистрілив йому в спину. Повідомляється, що він закричав: «Не вбивай більше немовлят» безпосередньо перед пострілами. Ґріффін не намагався приховати скоєння вбивства та сказав поліції: «Нам потрібна швидка допомога». У день стрілянини протестувальники проти абортів проводили демонстрацію перед клінікою.
The New York Times описала Ґріффіна як «фундаменталіста-християнина й самітника з поганим характером». Ґріффін спочатку стверджував, що діяв від імені Бога; але пізніше його адвокати стверджували, що йому «промив мізки» інший антиабортний активіст — Джон Берт.
Присяжні обговорювали рішення 3 години, перш ніж визнати Ґріффіна винним 4 березня 1994 року. Він був засуджений до довічного ув'язнення, яке він відбуває у виправній установі Блеквотер-Рівер в Мілтоні, штат Флорида. Ґріффін попросив умовно-дострокового звільнення у 2017 році, але в листопаді 2017 року Комісія Флориди з огляду правопорушників відхилила прохання, постановивши, що він повинен залишатися у в'язниці принаймні до 2043 року.

## Зв'язок із Джоном Бертом
Під час судового розгляду адвокат Ґріффіна, Роберт Керріґен, стверджував, що Джон Берт «промив мізки» Ґріффіну й змусив його вчинити вбивство. На той час Берт був регіональним директором національної пролайф групи Rescue America у Північно-Західній Флориді.
Берт був відставним морським піхотинцем США, колишнім членом Ку-клукс-клану (хоча він стверджує, що  «відмовився від расистської доктрини групи, коли став новонародженим християнином») і самопроголошеним «духовним радником» групи активістів, які в 1984 році розбомбили три абортні клініки. Він керував «безпечним будинком» для вагітних підліток, які вирішили не переривати вагітність, під назвою «Дім нашого батька».
У 2005 році Берт був засуджений за п'ятьма пунктами звинувачення в непристойній чи розпусній поведінці за неналежні торкання та пропозиції 15-річній дівчині в будинку й засуджений до 18 років ув'язнення в штаті.

## Подальші події
Убивство стало одним із спонукальних чинників прийняття федерального Закону про свободу доступу до входів у клініки у 1994 році.
Смерть Ґанна також спонукала Пола Дженнінса Гілла опублікувати Декларацію про оборонні дії, підписану 30 лідерами проти абортів, де заявлялося про їхні переконання, що вбивство лікарів, які роблять аборти, є виправданим. У 1994 році Гілл вчинив убивство лікаря Джона Бріттона та його охоронця.
Убивство Ґанна було першим із чотирьох убивств лікарів у період з березня 1993 р. по травень 2009 р. убивцями, які проголошували пролайф мотивацію. Серед інших загиблих — лікарі Джон Бріттон (1994), Барнетт Сліпіан (1998) та Джордж Тіллер (2009).

## Вплив на культуру
У 1994 році вбивство Ґанна надихнуло перший офіційний сингл альтернативного метал-гурту Marilyn Manson «Get Your Gunn». Вокаліст, Мерілін Менсон, пояснив у статті Rolling Stone від 1999 року про бійню у школі Колумбайн, що для нього вбивство Ґанна пролайф активістами було абсолютним лицемірством, яке він бачив, поки дорослішав.